# 신데렐라 (2006년 영화)
"신데렐라"는 2006년에 개봉한 대한민국의 공포 영화이며 가수 현진영이 봉만대 감독의 전작 《동상이몽》에 이어 음악감독으로 참여했고 도지원 (엄마 역)은 현진영의 초등학교(리라) 선배이기도 하다.

## 캐스팅
- 도지원: 엄마 역
- 신세경: 현수 역
- 유다인: 수경 역
- 안규련: 성은 역
- 안아영: 재희 역
- 전소민: 혜원 역
- 다은혜: 긴머리 소녀 역
- 조성하: 현수아빠 역
- 나윤주: 혜원언니 역
- 오서운: 학원강사 역
- 김도연: 친구 1 역
- 우경진: 친구 2 역
- 박민희: 사복경찰 1 역
- 이기우: 사복경찰 2 역
- 정유미: 간호사 1 역
- 임정은: 간호사 2 역
- 정슬기: 간호사 3 역
- 김인경: 간호사 4 역
- 최정은: 속옷매장점원 역
- 이충일: 전단지 노파 역
- 유보람: 불륜녀 역
- 이승원: 수영장 웨이터 역
- 김민정: 오토바이 1 역
- 김미숙: 오토바이 2 역
- 윤경애: 오토바이 3 역
- 조은미: 오토바이 4 역
- 이도림: 오토바이 5 역
- 최기용: 서은 대역
- 정창호: 대학병원 의사 역
- 김지나: 어린 현수 역
- 김가람: 인형아이 역
- 주미숙(우정출연)